# Stari Glog (miasto Vranje)
Stari Glog (cyr. Стари Глог) – wieś w Serbii, w okręgu pczyńskim, w mieście Vranje. W 2011 roku liczyła 18 mieszkańców.